# Sinilabeo
Sinilabeo es un género de peces de la familia Cyprinidae y de la orden de los Cypriniformes.

## Especies
- Sinilabeo binhluensis V. H. Nguyễn, 2001
- Sinilabeo brevirostris V. H. Nguyễn, 2001
- Sinilabeo cirrhinoides H. W. Wu & R. D. Lin, 1977
- Sinilabeo hummeli E. Zhang, S. O. Kullander & Yi-Yu Chen, 2006
- Sinilabeo longibarbatus J. X. Chen & J. Z. Zheng, 1988
- Sinilabeo longirostris V. H. Nguyễn, 2001

- Datos: Q6425060
- Especies: Sinilabeo